# اردوگاه الهول

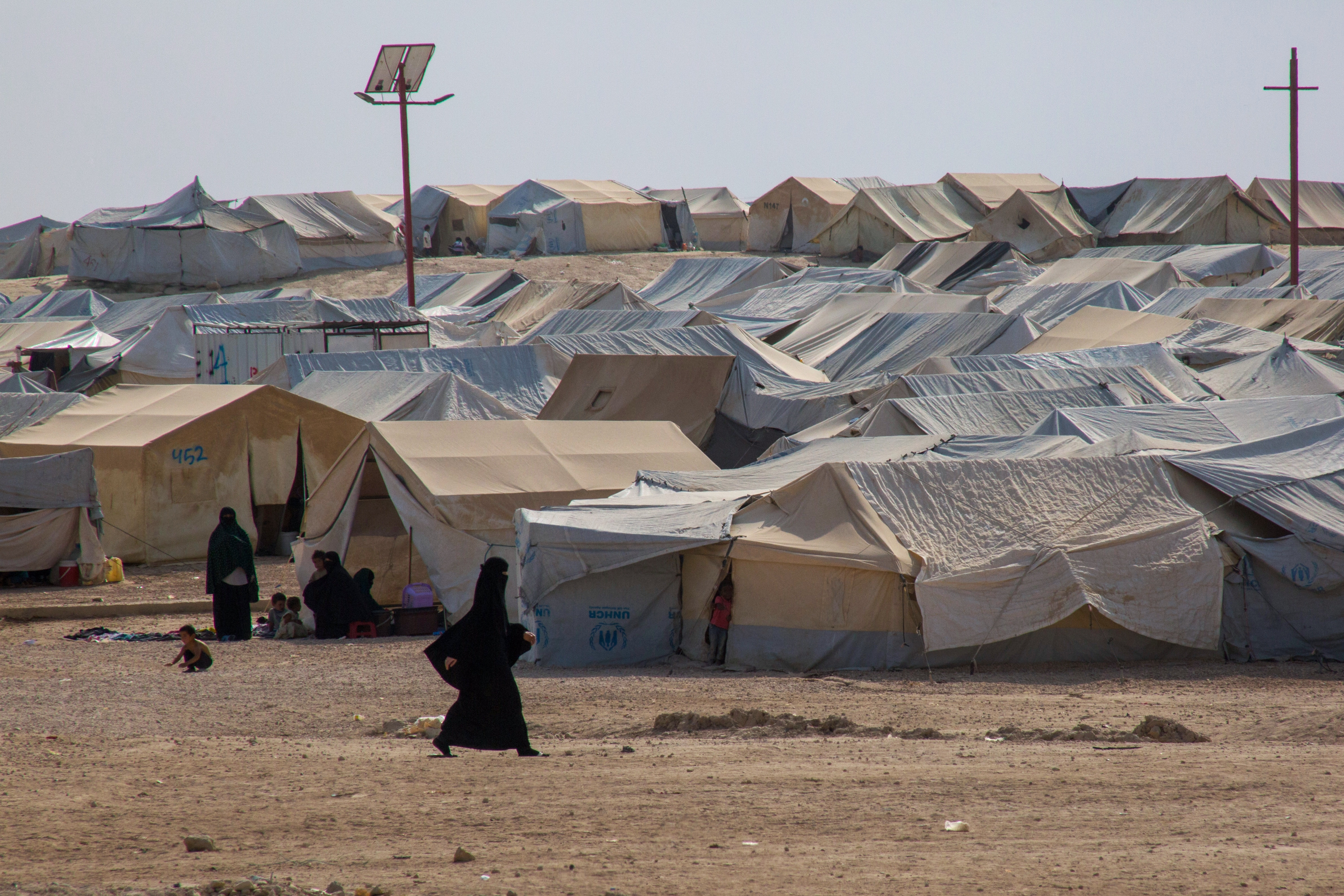
اردوگاه الهول، اکتبر ۲۰۱۹.

اردوگاه الهول (انگلیسی: Al-Hawl refugee camp) یک اردوگاه پناهندگی در استان حسکه در شمال سوریه است که آوارگان و بستگان جنگجویان حکومت اسلامی عراق و شام (داعش) در آن نگهداری می‌شوند. اردوگاه الهول بزرگ‌ترین اردوگاه زنان، کودکان و مردان عضو داعش در سوریه و عراق به‌شمار می‌رود.
این اردوگاه چادری در حومه جنوبی شهر الهول در شمال سوریه، نزدیک مرز سوریه و عراق واقع شده‌است. نام الهول در عربی به معنی باتلاق است. اردوگاه الهول توسط نیروهای دموکراتیک سوریه تحت حمایت ایالات متحده کنترل می‌شود.
در درگیری‌های نیروهای کرد به سرپرستی آمریکا برای بازپس‌گیری آخرین منطقه تحت کنترل داعش، هزاران نفر از اعضای داعش از صحنه این درگیری فرار کردند. نیروهای دموکراتیک سوریه به دنبال این حملات، مردان عضو داعش را به مراکز بازداشت فرستاد و زنان و کودکان را به اردوگاه آوارگان الهول منتقل کرد. در آغاز سال ۲۰۱۹ جمعیت این اردوگاه ۱۰ هزار نفر بود که در آوریل ۲۰۱۹، جمعیت آن به ۷۴۰۰۰ نفر رسید. این افراد در ۱۳ هزار چادر زندگی می‌کنند و ۴۹ هزار نفر از این افراد را کودکان تشکیل می‌دهند.
در این اردوگاه ۵۱۷ نفر، که ۳۷۱ نفرشان کودک بودند، در سال ۲۰۱۹ به خاطر سوء تغذیه، مراقبت‌های بهداشتی ضعیف برای نوزادان و سرما جان باختند. در ۲۸ نوامبر ۲۰۱۹، جمعیت هلال احمر سوریه اعلام کرد که بیش از ۳۶٬۰۰۰ از ساکنان اردوگاه در درمانگاه‌های مستقر در اردوگاه کمک دریافت کرده‌اند.

## حفظ وفاداری به داعش
گزارش‌های متعددی حاکی از وفاداری بخشی از ساکنان این اردوگاه به ایدئولوژی اسلام‌گرای داعش است. گزارشی در واشینگتن پست از سپتامبر سال ۲۰۱۹، نشانگر تندروتر شدن ساکنان این اردوگاه و ضعف حراست بود و نوشت افرادی که در این اردوگاه از ایدئولوژی داعش پیروی نمی‌کنند، در ترس زندگی می‌کنند. بحث و جدل میان زنان داعشی عراقی و تونسی در اردوگاه الهول سوریه به دلیل انتقاد برخی از آنها به این گروه تروریستی و سرکرده آن در نهایت به آتش زدن چادرهای طرف تونسی ختم شده‌است. به گزارش روزنامه واشینگتن پست، مقامات اطلاعاتی می‌گویند، وفاداران به داعش همچنین سلول‌هایی را در داخل این اردوگاه ایجاد کرده‌اند تا به روشی نظام‌مندتر کسانی را که به داعش پشت کرده‌اند، شکنجه کنند.
بازگرداندن داعشی‌های خارجی از این اردوگاه به کشورهای اصلی‌شان با دشواری روبه‌روست زیرا بسیاری از ساکنان اردوگاه افکار اسلام‌گرایی تندرو دارند و تهدید بالقوه‌ای برای کشورهای خود هستند.
در این اردوگاه هزاران شبه‌نظامی سابق داعش توسط نیروهای دموکراتیک سوریه در زندان‌هایی پرجمعیت نگهداری می‌شوند. حمله ترکیه به شمال سوریه موجب شد برخی نگهبانان عضو نیروهای دموکراتیک سوریه این اردوگاه را ترک کنند و وضعیت امنیتی آن وخیم‌تر شود. مارک استون، گزارشگر اسکای‌نیوز گفته‌است: این مکان بهترین جا برای تشکیل مجدد داعش است. خبرنگار اسکای‌نیوز در این اردوگاه با زنان و کودکانی از استرالیا، فنلاند، روسیه، بوسنی، فرانسه، چین و ازبکستان دیدار کرده‌است. به گفته نگهبانان این اردوگاه، ۱۰ هزار تن در بخش خارجی‌ها نگهداری می‌شوند. با این حال آمار دقیقی از آنان وجود ندارد.

## گام دوم عملیات پاکسازی اردوگاه
گام دوم عملیات پاکسازی اردوگاه الهول از اواخر ماه اوت ۲۰۲۲ آغاز شد. در پایان روز ۲۴م نیروهای امنیت داخلی مدیریت خودگردان (آسایش) اعلام کردند که ۲۲۶ تن از جمله ۳۶ تن را دستگیر کرده‌اند که مظنون به همکاری با هسته‌های دولت اسلامی (داعش) هستند. بر این اساس در این دور از عملیات‌ها ۳ قبضه اسلحه ak-47، یک قبضه آرپی‌جیُ دو قبضه سلاح کمری، ۲۵ عدد نارنجک، ۲۵ کیلوگرم مادأ منفجرهُ ۱۱ عدد صداخفه‌کن اسلحه، ۳۸۸ عدد گلوله و ۱۰ خشاب اسلحه کشف و ضبط شد و همچنین اعلام شد که مواردی از کشف دستگاه‌های ارتباطی و لباس نظامی ارتش ترکیه نیز در کمپ الهول اتفاق افتاده‌است. نیروهای مدافع زنان (ی.پ. ژ) نیز اعلام کردند که ۲ زن ایزدی را در داخل اردوگاه پیدا کرده و ۴ زن را نیز که با زنجیر بسته شده و آثار شکنجه بر روی بدنشان مشخص بوده از دست تندروها نجات داده‌اند. همچنین اعلام شد که ورود اسلحه و پول به کمپ و قاچاق زنان به خارج از آن با همدستی برخی از کارمندان مؤسساتی اتفاق می‌افتاده‌است که در داخل اردوگاه الهول فعالیت می‌کرده‌اند و از «مؤسسهٔ بهار» به عنوان یکی از این مؤسسات نام برده شد که نقشی مهم از همدستی با نیروهای داعش داشته‌است.
در ادامهٔ عملیات پاکسازی اردوگاه الهول نیروهای امنیتی مدیریت خودگردان (آسایش) در روز ۱۴ نوامبر، اجساد دو دختربچهٔ ۱۳ و ۱۰ سالهٔ اهل مصر را که سر آن‌ها از تن جدا شده‌بود، در بخش پناهندگان اردوگاه هول در شرق حسکه پیدا کردند. این دو کودک به دستور دادگاه شرعی داعش در سالن اردوگاه کشته شده‌بودند.

## حملهٔ ترکیه به محافظان اردوگاه
ماهنامهٔ بای‌لاین تایمز در گزارشی در ۱۵ دسامبر ۲۰۲۲ از حملهٔ پهپادی ترکیه به کمپ الهول در شب ۲۳ نوامبر خبر داد که طی آن ۹ تن از محافظان این کمپ که وابسته به نیروهای آسایش ادارهٔ خودمختار شمال و شرق سوریه بوده‌اند کشته شده‌اند. این نشریه به نقل از یکی از مسئولان اردوگاه نوشته که حملهٔ ترکیه عامدانه بوده و بمب‌ها نه روی اردوگاه، بلکه بر روی مقر نیروهای محافظ اردوگاه ریخته شده‌اند. پس از این حمله تعدادی از داعشی‌های درون اردوگاه امکان فرار پیدا کرده‌اند، اما مسئولان اردوگاه توانسته‌اند دوباره همهٔ آن‌ها را دستگیر کنند.